# 興福
興福，又名十五分、十五份，是臺灣臺北市文山區的一個地名，位於該區北部偏西，範圍大致為今日的興隆次分區，包括興旺里、興泰里、興昌里、興光里、興家里、興得里、興業里、興邦里、興安里、興豐里東半部、興福里東大半部、景東里東半部。

## 歷史

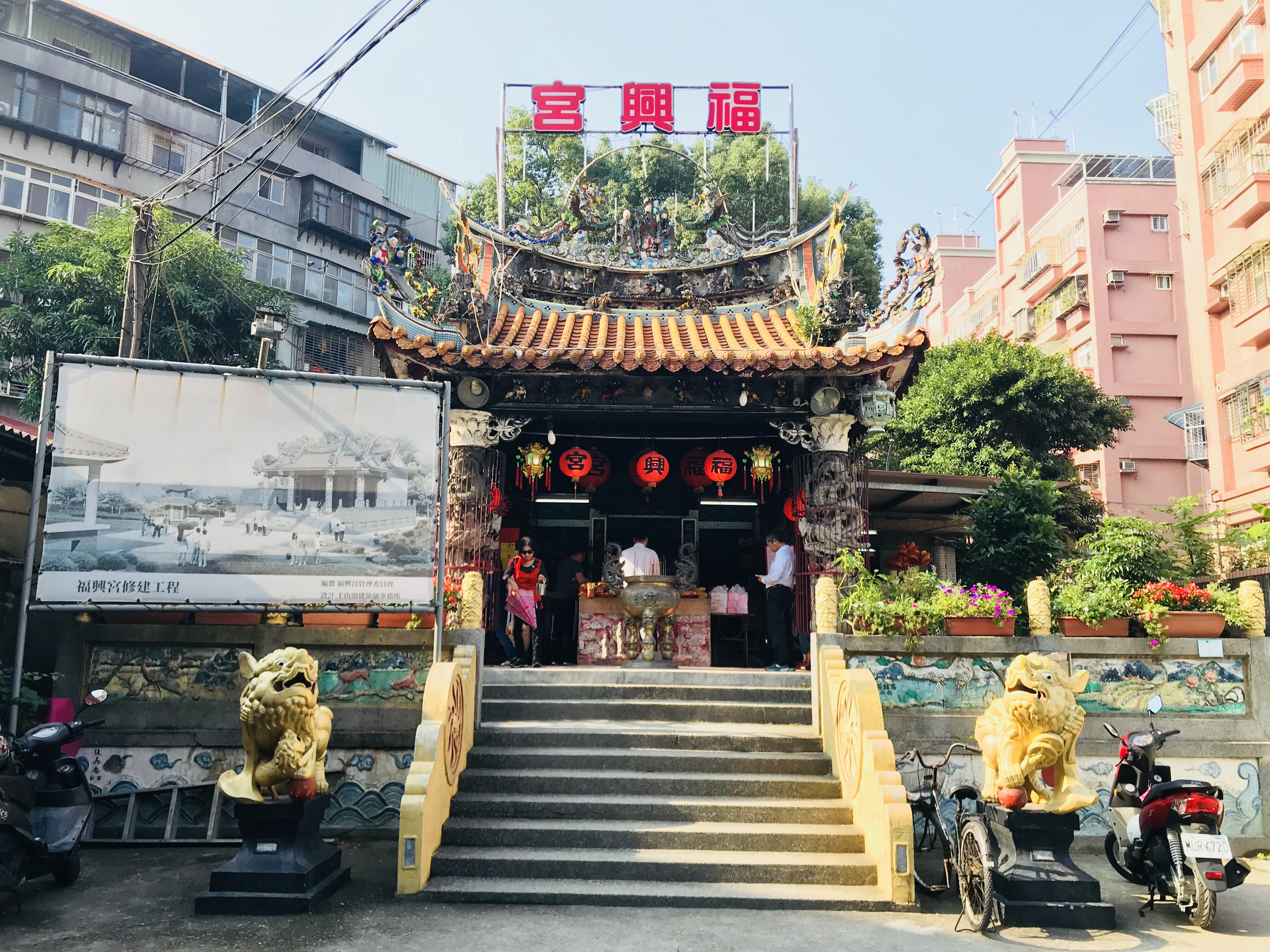
景美福興宮始建於咸豐九年（1859年），為興福庄最早的宮廟

在漢人進入此地區以前，已有平埔族霧裡薛社原住民在此活動。台灣清治時期，興福地區為一街庄，稱為「興福庄」，隸屬於文山堡。該庄北與頂內埔庄、下內埔庄、六張犁庄為鄰，東與陂內坑庄為鄰，南邊為內湖庄，西邊為萬盛庄。興福庄得名自最初的開墾者蘇興存，清乾隆中葉，該地區由來自福建泉州安溪的蘇興存、高貽椒、林家修、楊元林、翁士軒、王賢宗、顏衷、許標重、許標勝、陳渥千、陳乾智、劉世棠等十姓共十二人共同開墾，共分為十五股，因此又名「十五分庄」。
1901年（日治明治三十四年）11月，該庄隸屬於深坑廳，編入第一區。1903年（明治三十六年）4月，第一區拆出內湖庄埤腹土名，其餘改稱「景尾區」。1920年（大正九年），該庄改制為「興福」大字，隸屬於臺北州文山郡深坑庄。日治時代初期，興福庄又稱十五份或什五份，大正十年（1921年）以後的地圖訂正為十五分。
戰後深坑庄改制為深坑鄉，隸屬於臺北縣，興福地區劃為臺北縣深坑鄉興福村。1950年3月，深坑、景美、木柵分治，本地區改屬新成立的景美鎮，興福村亦分拆改制為興福里及興德里。1968年7月，景美鎮併入臺北市，改稱景美區。1990年3月，景美區與木柵區合併成為文山區。
現時原興福村已細分為11里，里名皆興字開頭，共同組成臺北市文山區興隆次分區。

## 交通
台北捷運文湖線經過興福地區東部，境內設有辛亥站、萬芳醫院站。鄰近居民可由此路線及相關路網快速前往大台北地區各地，亦可在臺北車站轉搭高鐵、台鐵或客運前往全台各地。

## 學校

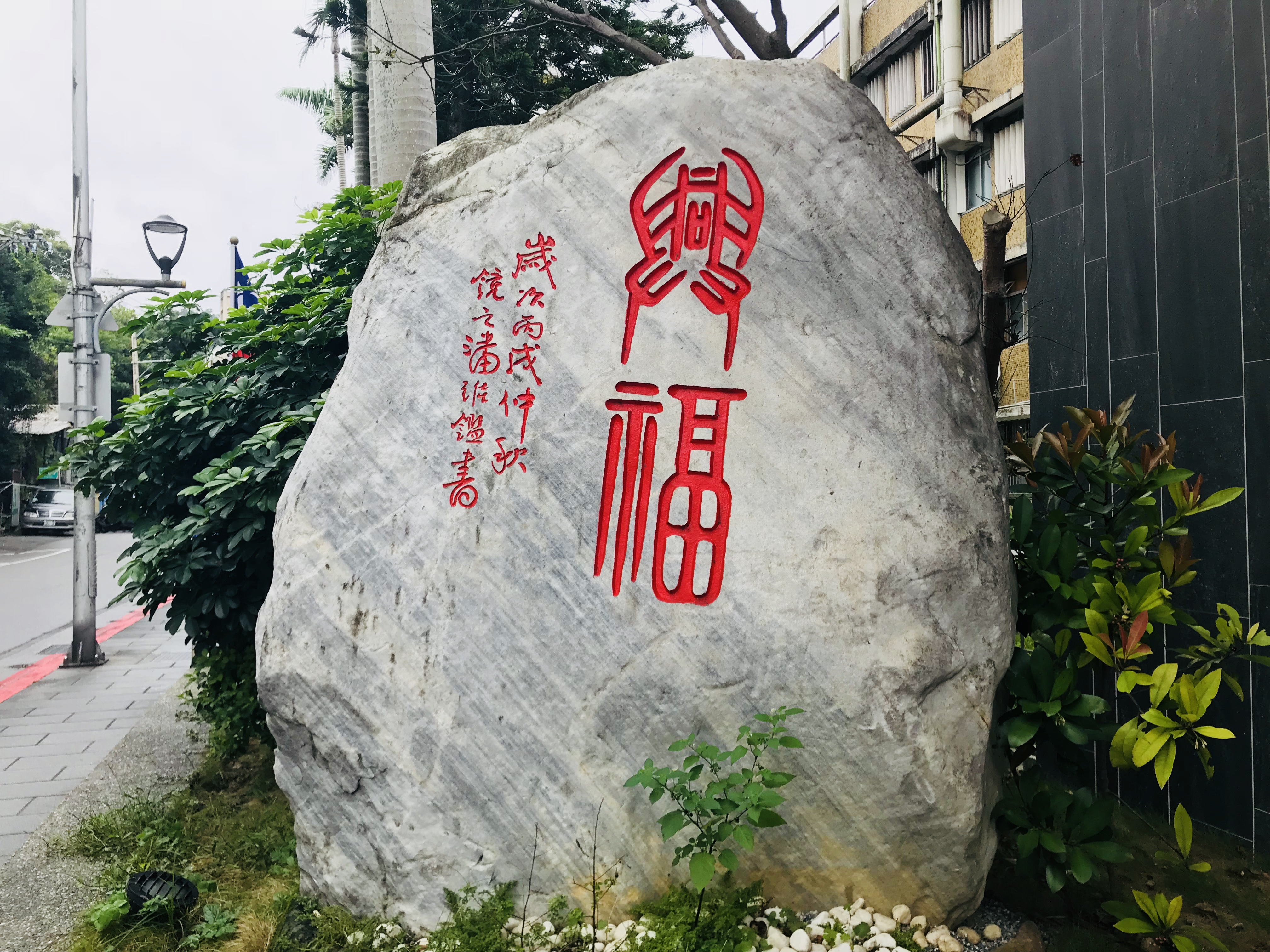
興福國中得名自本地地名，其校門口石碑上書有興福二字

- 臺灣警察專科學校
- 中國科技大學台北校區
- 萬芳高中
- 興福國中
- 靜心中小學
- 辛亥國小
- 興隆國小
- 興德國小
- 興華國小
- 景興國小